# 히토토 요
히토토 요(一青窈, 1976년 9월 20일~)는 일본의 가수 겸 배우이다. 아버지는 대만인, 어머니는 일본인이다.
대만에서 유치원을 졸업하고, 그 후 일본에서 생활했다. 게이오기주쿠 대학 환경정보학부를 졸업했다.
2009년 4월 2일 음반사를 포 라이프 뮤직 엔터테인먼트로 이적했다.

## 음반 목록

### 싱글
1. 모라이나키
2. 다자
3. 긴교스구이
4. 에도포루카/유메나카바
5. 하나미즈키
6. 카게후미
7. 카자구루마
8. 유비키리
9. 츠나이데테
10. 타다이마
11. 우케이레테
12. 하지메테 (はじめて 처음[*], 2009년 11월 19일)
13. 유어 메디신: 와타시가 아나타노 쿠스리니 낫테아게루 (ユア メディスン ~私があなたの薬になってあげる Your medicine ~내가 너의 약이 되줄게[*], 2009년 10월 7일)
14. 은토시아와세

### 정규 음반
|   | 발매일 | 제목                          | 최고순위 |
| - | ------ | ----------------------------- | -------- |
| 1 | 2002년 | 월천심 (月天心 쓰키텐신[*])   | 4        |
| 2 | 2004년 | 일청상 (一青想 히토오모이[*]) | 3        |
| 3 | 2005년 | &                             | 5        |
| 4 | 2008년 | Key                           | 3        |

### 작사
- 아야세 하루카〈고사텐days〉

## 출연

### 영화
- 까페 뤼미에르(2004)